# حق جنون
«حق جنون» (به انگلیسی: The Right to Go Insane) ترانه‌ای از گروه ترش متال مگادث و دومین تک‌آهنگ از آلبوم آخر بازی است که در سال ۲۰۱۰ منتشر شد.

## موزیک ویدئو
ویدئوی «حق جنون» دیو ماستین را نشان می‌دهد که مخفیانه وارد یک مرکز نظامی می‌شود، یک تانک می‌دزدد و در خیابان‌های شهر هر چه سر راهش قرار دارد را لِه می‌کند. در این ویدئو ماستین در کابین رانندهٔ تانک در حال آواز خواندن و خندیدن دیده می‌شود و تصاویری از دید یک هلیکوپتر که او را هنگام ویرانگری تعقیب می‌کند. بین این تصاویر، فلَش بک‌های متعددی از جربحث‌های ماستین و همسرش، دریافت مدارک طلاق و برگهٔ اجرائیه سند رهنی خانه‌اش نشان داده می‌شوند؛ مجموعه اتفاق‌های غم‌انگیزی که به فروپاشی روانی او منجر شدند.
این ویدئو بر اساس حوادث ۱۷ مه ۱۹۹۵ ساخته شده که طی آن شاون تیموتی نلسون سرباز کهنه‌کار و بیکار ارتش ایالات متحده، یک تانک ام۶۰ پاتون را از زرادخانه گارد ملی ایالات متحده آمریکا در سن دیگو ربود و پس از تخریب تعدادی خودرو، شیرهای آتش‌نشانی و یک دستگاه ماشین کاروان با گلولهٔ نیروهای پلیس کشته شد.

## موقعیت در جدول‌های فروش
| چارت (۲۰۱۰)                      | بالاترین جایگاه |
| -------------------------------- | --------------- |
| جدول جریان اصلی راک مجلهٔ بیلبورد | ۳۸              |